# Ture Rangström (dramatiker)
Ej att förväxla med tonsättaren Ture Rangström (1884–1947), teatermannens farfar.
Ture Rangström, född 5 mars 1944 i Linköping är svensk teaterchef, dramatiker, textförfattare, översättare och Strindbergkännare. 2002 blev han utnämnd till chef och konstnärlig ledare för Strindbergs Intima Teater där han har varit verksam fram till 2017. 

## Biografi
Rangström har varit museiintendent och dramaturg vid Drottningholmsteatern. 1977–1982 var han museiintendent på Strindbergsmuseet i Stockholm. Rangström har varit ordförande för Sveriges Dramatikerförbund och för Strindbergssällskapet. Under åren 1998–1999 var Rangström teaterchef för Confidencen. Bland uppmärksammade uppsättningar på denna teater märks långköraren Bellmans nymfer med Kjerstin Dellert, Elisabeth Söderström och Lena Nyman samt Swedenborgdramat Metamorfoser som han skrev tillsammans med Cecilia Sidenbladh. 1993 startade han den årliga Strindbergsfestivalen i Stockholm.  
Rangström har skrivit en rad musikdramatiska pjäser. Hans manuskript till TV-pjäserna Gustaf III - teaterkung och drömmare och Sydländska bloss i Nordisk vinternatt har vunnit Prix Italia. Som librettist har han skrivit sångtexterna till musikdramat Himmelska Händel på Drottningholmsteatern,  operan Hemsöborna på Folkoperan i Stockholm med musik av Georg Riedel samt musikalen Elvira Madigan och ungdomsmusikalen Den sovande staden. Då brann den fördärvliga elden är ett musikaliskt kammardrama som uppfördes på Vadstenaakademien sommaren skrivet av Rangström som behandlar hans farfar och namne, tonsättaren.
Ture Rangström är en ofta anlitad sångtextförfattare och översättare av operor och musikaler. Cyrano, Annie, Rent, Les Misérables, Miss Saigon, La Cage aux Folles, Oliver, Läderlappen och Orfeus i Underjorden är några exempel. Ture Rangström är kreatören och regissören bakom många större festföreställningar och teatrala evenemang i Sverige. Kungagalan på Globen i Stockholm i samband med kung Carl XVI Gustafs 50-årsdag 1996, Nobelfesten 1997,
Stims 75-årsjubileum 1998 och nationaldagsfirandet på Skansen i Stockholm 1998 är några evenemang som har Ture Rangström som upphovsman.

## Familj
Rangström är son till Dag Rangström och Ann-Mari, född Kjellgren. Han är vidare sonson till tonsättaren Ture Rangström och dotterson till skådespelaren Alrik Kjellgren. Med sin tidigare hustru Lena Rangström, förste intendent vid Livrustkammaren, har han dottern Tuvalisa Rangström. Tillsammans med journalisten och författaren Marie-Laure Le Foulon har han dottern Marianne Rangström och sonen Timothé Rangström.  På sin mors sida är Ture Rangström kusin till biskop Caroline Krook och på sin fars sida kusinbarn till Lars Gyllensten.